# Krokus
Krokus és un grup de hard rock/heavy metal de Suïssa.
Krokus es va crear a Solothurn el 1974 pel baixista (i al principi vocalista principal) Chris von Rohr Arxivat 2007-02-23 a Wayback Machine. i el guitarrista Tommy Kiefer. L'antic vocalista d'Eazy Money, Marc Storace es va unir al grup quan van crear l'àlbum de 1980, Metal Rendez-vous.

## Història
Krokus va gaudir d'una gran popularitat als '80 a Europa i als Estats Units. Han fet gires amb Nazareth a Europa i amb AC/DC, Motörhead, Rainbow, Rush, Def Leppard, Judas Priest i Sammy Hagar als Estats Units.
Chris von Rohr, que era bateria, va ser el cantant principal a finals dels anys 1970. Amb aquesta formació, van tenir un gran èxit a Suïssa i van fer una gira en el seu país. Després de veure AC/DC en concert, van decidir canviar el seu estil musical i ser un grup de hard rock. Des que von Rohr no era capaç d'arribar a la tercera octava, va començar la cerca d'un nou cantant. Puntualment, va ser cridat en Marc Storace de TEA i Eazy Money, i el grup va gravar Metal Rendez-vous el 1980, que va obtenir un gran reconeixement internacional.
Seguidament amb el disc de Hardware (1981), que va ser gravat als estudis de Hammersmith a Londres, amb cançons com "Easy Rocker" i "Rock City", són encara avui èxits del seu repertori.
El 1982, amb una nova direcció americana, Krokus va gravar One Vice at a Time, que contenen cançons d'èxit com "Long Stick Goes Boom" i Guess Who, versió d'"American Woman". Chris von Rohr ho va descriure com "l'àlbum d'AC/DC que mai es va fer", des que el so és extremadament tancat pel grup australià. Això va causar dubtes sobre la creativitat del grup.
Headhunter va ser premiat com a "àlbum plantinum" als EUA i va obtindre el lloc 25 en els charts de 1983. Va ser l'àlbum amb més èxit de Krokus fins avui. Tots els àlbums de Krokus han rebut la qualificació de plata a Suïssa.
El 2005, el guitarrista Fernando von Arb va marxar del grup després de problemes continuats de salut. Mandy Meyer, que va estar al grup a mitjans dels anys 1980, va substituir von Arb en la formació. La nova formació va gravar un nou àlbum d'estudi anomenat Hellraiser el 2006, en què va ser Or a Suïssa en els dies posteriors de la publicació. Generalment ha rebut bones crítiques. En una entrevista el 2008, Marc Storace va dir que Krokus era cada vegada més "Metal".
El 18 de novembre de 2007 la formació amb Chris von Rohr, Fernando von Arb, Fready Steady i Marc Storace es van reunir per tocar ("Tokyo Nights", "Bedside Radio" i "Heatstrokes") durant el xou de televisió Die grössten Schweizer Hits en la televisió suïssa. Aquest esdeveniment va trencar el gel de la formació de 1982 i van fer un concert de reunió el 2 d'agost de 2008.
La versió de Krokus de la cançó "The Ballroom Blitz" de Sweet apareix al videojoc del 2007 Guitar Hero Encore: Rocks the 80s.
Es va anunciar el 20 'abril de 2008 que la formació clàssica amb Chris von Rohr, Fernando von Arb, Freddy Steady, Mark Kohler i Marc Storace s'havien reunit i que podrien llançar un nou disc d'estudi el 2009 amb una gira mundial.
El 2 d'agost de 2008 el grup va estar en directe a l'Stade de Suisse a Berna.

## Origen del nom del grup

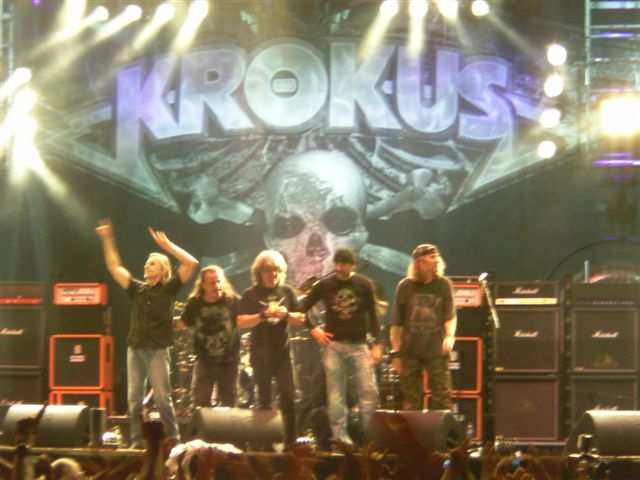
Krokus en concert a Berna el gener del 2008

El nom de "Krokus" surt del nom d'una flor comuna de l'Europa del Sud, el crocus. A principis de la primavera de 1975, el fundador del grup, en Chris von Rohr va observar un camp d'aquestes flors mentre viatjava en tren.

## Discografia

### Àlbums d'estudi
- 1976: Krokus
- 1977: To You All
- 1978: Painkiller / Pay It In Metal
- 1980: Metal Rendez-vous
- 1981: Hardware, #44 al Regne Unit
- 1982: One Vice at a Time, #53 als Estats Units, #28 al Regne Unit
- 1983: Headhunter, #25 als Estats Units, #74 al Regne Unit
- 1984: The Blitz, #31 als Estats Units
- 1986: Change of Address, #45 als Estats Units
- 1988: Heart Attack, #87 als Estats Units
- 1990: Stampede
- 1995: To Rock or Not to Be
- 1999: Round 13
- 2003: Rock the Block
- 2006: Hellraiser, #200 als Estats Units

### Àlbums en directe i compilacions
- 1980: Early Days '75-'78 (Compilació)
- 1986: Alive And Screamin' (Directe), #97 als Estats Units
- 1987: Stayed Awake All Night - The Best (Compilació)
- 1993: The Dirty Dozen (Best Of)
- 2000: Definitive Collection (Compilació)
- 2000: The Collection (Compilació)
- 2000: Best Of (Compilació)
- 2003: Long Stick Goes Boom: The Anthology (Best Of)
- 2004: Fire And Gasoline (Directe + DVD)

### Singles i EPs
- 1980: Tokyo Nights
- 1980: Heatstrokes
- 1980: Bedside Radio
- 1981: Winning Man
- 1981: Rock City
- 1982: American Woman
- 1982: Save Me
- 1982: Bad Boys Rag Dolls
- 1983: Stayed Awake All Night
- 1983: Screaming In The Night
- 1984: Midnite Maniac #71 Hot 100, #10 Rock
- 1984: Ballroom Blitz
- 1984: Our Love #22 Rock
- 1986: School's Out #67 Hot 100
- 1987: Screaming In The Night (Directe)
- 1987: Let The Love Begin
- 1988: Let It Go
- 1988: Wild Love
- 1994: You Ain't Seen Nothin' Yet
- 2003: I Want It All
- 2006: Angel of My Dreams

### Videos i DVDs
- 1985: The Video Blitz (VHS)
- 2004: Fire And Gasoline (Bonus DVD)
- 2004: As Long As We Live (DVD)